# The Drop (album)
The Drop è il diciassettesimo album in studio del musicista britannico Brian Eno, pubblicato nel 1997 dalla All Saints Records.

## Il disco
Meno "cinematico" rispetto a molte altre pubblicazioni del musicista, The Drop presenta brani accompagnati da ritmi minimali e melodie flebili, mentre la loro staticità ricorda in parte quella che caratterizza il precedente Neroli. Nel suo sito ufficiale, Robert Christgau ha dichiarato che l'album è un ibrido fra Music for Airports e Wrong Way Up. I diciassette brani strumentali del disco superano raramente la durata dei tre minuti. L'album si conclude con la lunghissima Iced World, che gioca sull'improvvisazione del pianoforte.

## Accoglienza
The Drop ha ricevuto giudizi tiepidi: AllMusic, lo definisce "incostante e sostanzialmente poco interessante", mentre altri lo considerano banale e incerto. Si muove controcorrente Federico Guglielmi, che lo considera interessante nel suo «sintetizzare esperimenti di genetica musicale di stampo ambient».

## Tracce
Musiche di Brian Eno.
1. Slip, Dip – 2:18
2. But If – 1:48
3. Belgian Drop – 1:56
4. Cornered – 2:02
5. Block Drop – 2:50
6. Out/Out – 1:51
7. Swanky – 2:50
8. Coasters – 2:55
9. Blissed – 2:53
10. M.C. Organ – 2:54
11. Boomcubist – 2:07
12. Hazard – 2:17
13. Rayonism – 2:55
14. Dutch Blur – 3:02
15. Back Clack – 3:19
16. Dear World – 3:16
17. Iced World – 32:48